# Narayanella
Narayanella is een geslacht van vliesvleugeligen uit de familie Mymaridae. De wetenschappelijke naam van dit geslacht is voor het eerst geldig gepubliceerd in 1976 door Subba Rao.

## Soorten
Het geslacht Narayanella omvat de volgende soorten:
- Narayanella pilipes (Subba Rao, 1976)
- Narayanella thornypoda (Narayanan & Subba Rao, 1961)